# Kittlitz (Löbau)
Kittlitz (obersorbisch Ketlicyⓘ) ist ein Dorf in der Oberlausitz und seit 2003 Ortsteil der sächsischen Stadt Löbau. Das Pfarrdorf mit knapp 1000 Einwohnern wurde 1160 erstmals erwähnt und war der Stammsitz der Herren von Kittlitz, die zu den ältesten Adelsgeschlechtern der Oberlausitz zählen.

## Geographie
Kittlitz liegt etwa vier Kilometer nördlich des Löbauer Stadtzentrums nahe der Georgewitzer Skala am nordöstlichen Fuß des Lauchaer Schafberges. Umgebende Orte sind Krappe im Norden, Oppeln im Nordosten, Bellwitz im Osten, Georgewitz im Südosten, Unwürde im Süden, Laucha im Südwesten, sowie Carlsbrunn und Wohla im Nordwesten.

## Geschichte

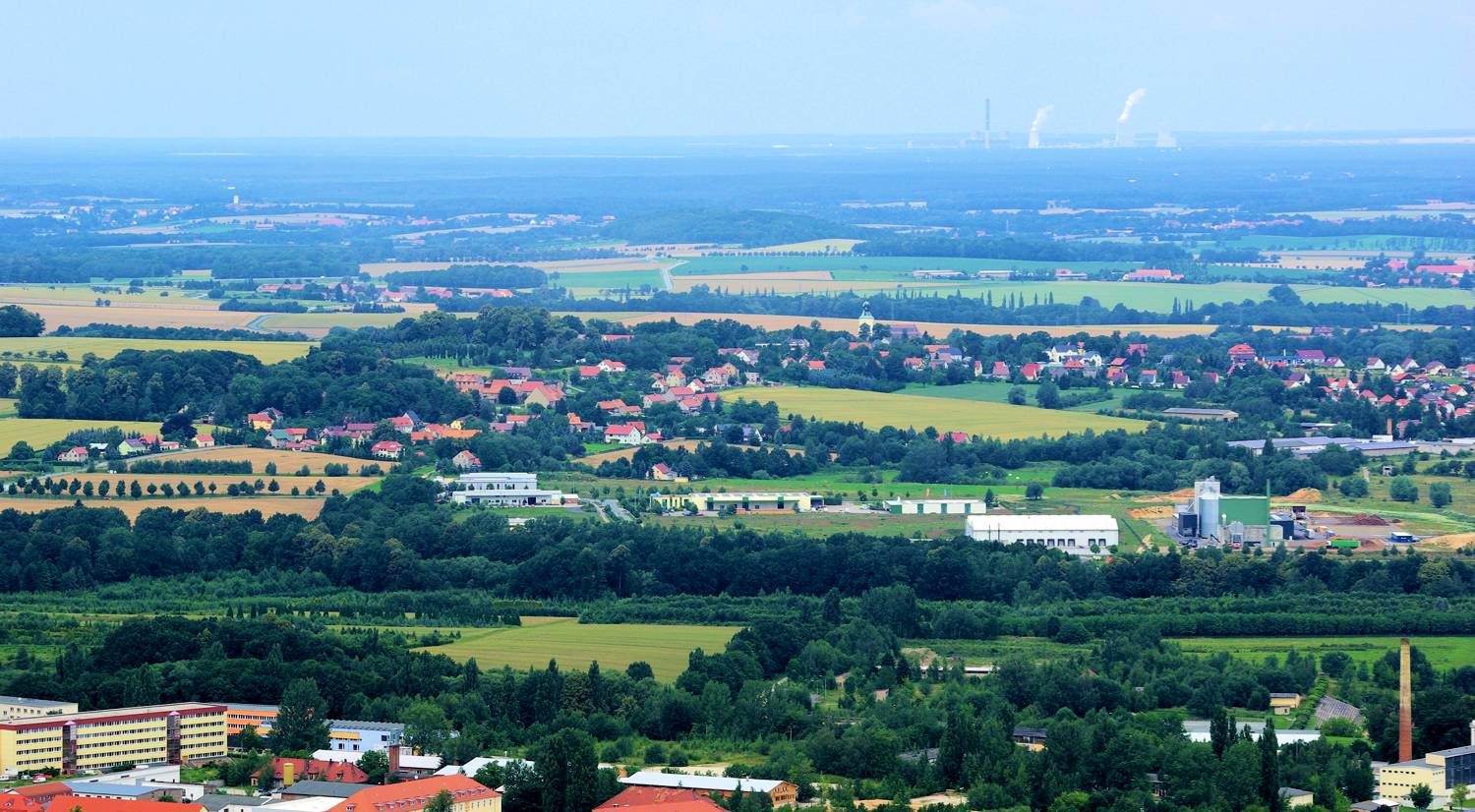
Blick vom König-Friedrich-August-Turm auf Kittlitz

### Ortsgeschichte

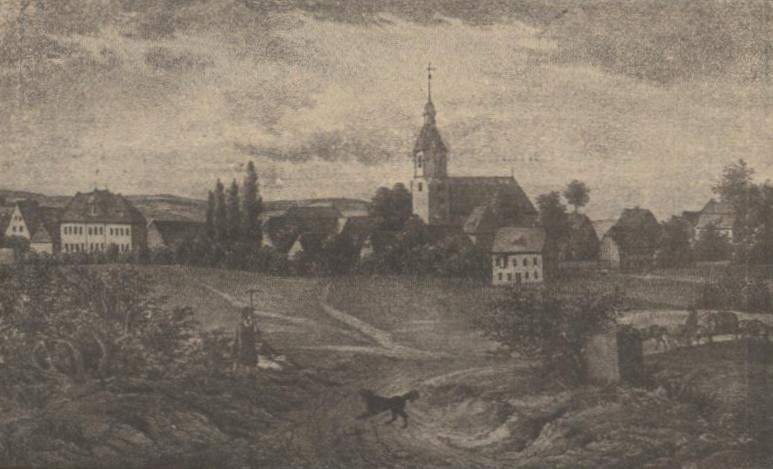
Ansicht um 1840

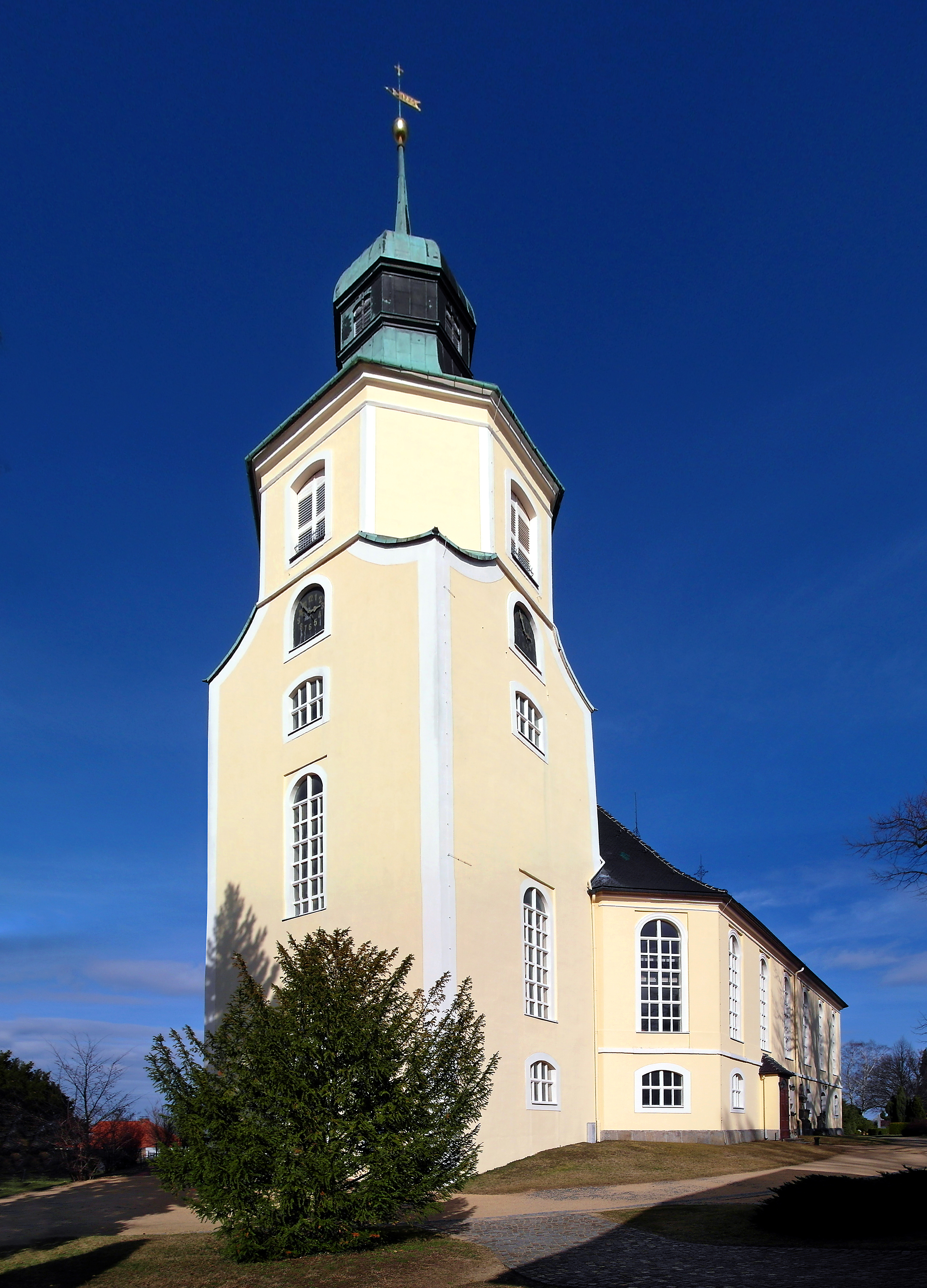
Kirche Kittlitz

Funde jungsteinzeitlicher und bronzezeitlicher Werkzeuge sowie aus der frühen Eisenzeit belegen, dass die Kittlitzer Umgebung schon in der Frühzeit besiedelt war. Nach der Völkerwanderung siedelte der westslawische Stamm der Milzener in der Oberlausitz und legte auch das Dorf Kittlitz mit einem Burgwall an.
Kittlitz war bereits im 10. Jahrhundert vermutlich Standort einer slawischen Befestigungsanlage, aus der sich später eine Wasserburg und im 18. Jahrhundert das noch heute erhaltene Schloss Kittlitz entwickelte. In der Zeit der deutschen Ostsiedlung wurde Kittlitz durch deutsche Siedler vergrößert und als Missionsstation zur Christianisierung der Sorben genutzt. Die Anfänge der Kittlitzer Kirche liegen im Dunkel, die Gründung der Urpfarrei wird um 1100 angenommen, sie wird erstmals 1252 urkundlich erwähnt. Das Kirchspiel umfasste in der frühen Zeit etwa 30 Ansiedlungen nördlich der heutigen Stadt Löbau. Im 13. Jahrhundert wurden Teile der Kittlizer Parochie dem Erzprister-Sitz (Sedes) Löbau unterstellt, Kittlitz blieb aber das größte und wirtschaftlich stärkste Kirchspiel der Sedes Löbau.
König Karl IV. bestätigte am 17. April 1348 Heinrich von Kittlitz die Steuerfreiheit sowie die niedere und die hohe Gerichtsbarkeit, letztere ging jedoch im gleichen Jahrhundert an die Stadt Löbau über.

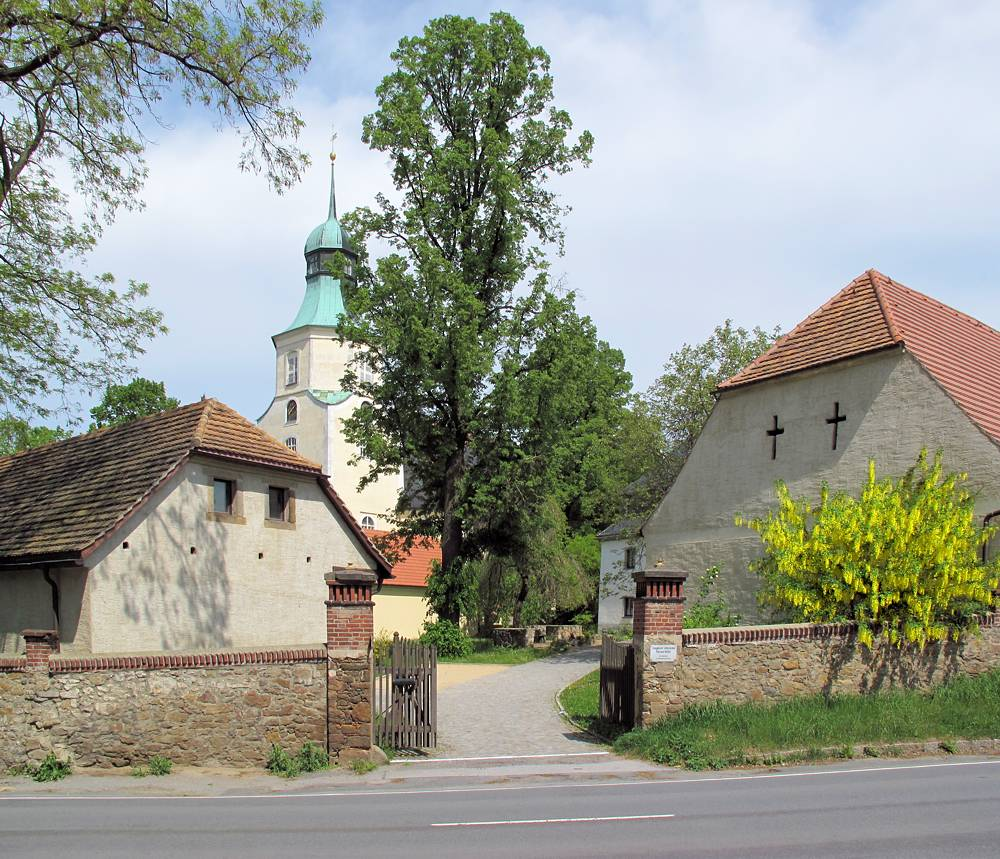
Blick von der Weißenberger Landstraße auf Kirche und Einfahrt zum Pfarramt

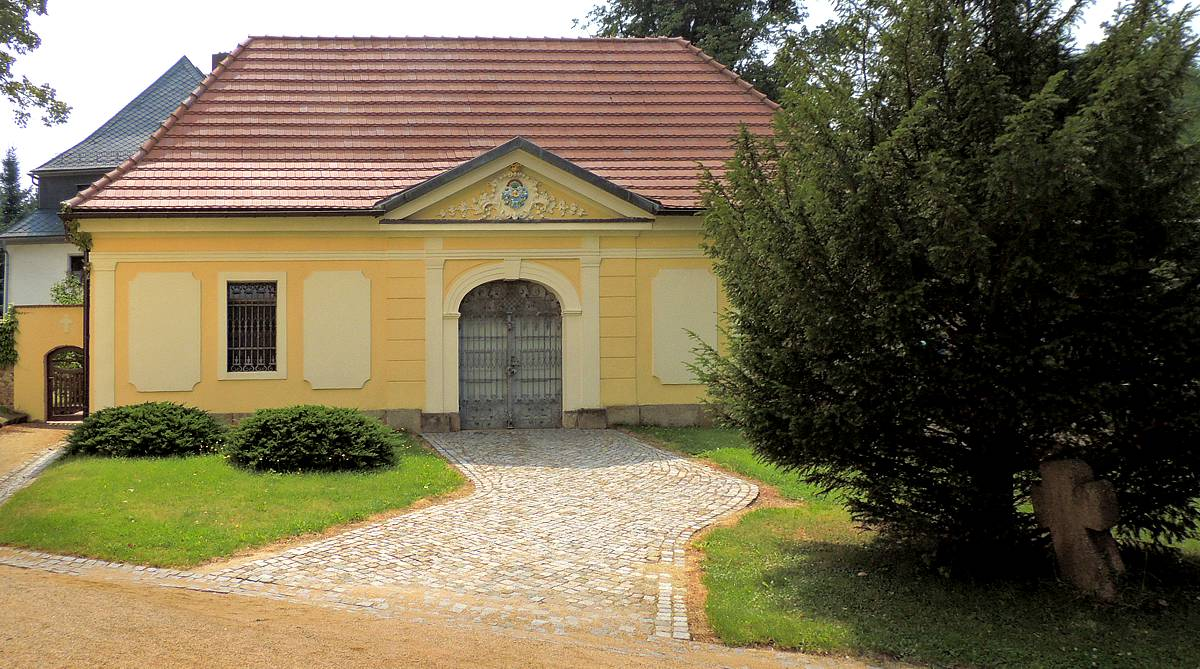
Friedhof Kittlitz bei Löbau: von Hundsche Gruft

Ende des 14. Jahrhunderts ging die Herrschaft Kittlitz an die Familie von Nostitz über, ab 1482 wird die Familie von Gussigk als Besitzer genannt. Von 1593 bis 1704/1750 war Kittlitz im Besitz der Familie von Gersdorff. Im 16. Jahrhundert wurden Ober- und Niederkittlitz getrennt. Hans Wenzel II. von Gersdorff (1644–1708) baute nach 1702 das abgebrannte Schloss Niederkittlitz wieder auf.
1704 verkaufte Caspar Heinrich von Gersdorff (1679--1736) Oberkittlitz an die Familie von Hund und Altengrottkau, die auf Gut Unwürde saß. Joachim Hildebrand der Jüngere von Hund (1686--1731) ließ 1730 nahe der Kirche die Hundsche Gruft errichten. Sein Sohn Karl Gotthelf von Hund und Altengrotkau kaufte 1750 das Gut Niederkittlitz und vereinte damit beide Ortsteile wieder in einer Hand. Die beiden Patronatsherren Heinrich Adolf von Gersdorff und Karl Gotthelf von Hund beauftragten 1749 den Baumeister Johann Andreas Hünigen mit dem Neubau der Kirche, der sich bis 1775 erstreckte. Markant ist der eingemauerte Grabstein des Friczko von Nostitz, auf dem die Jahreszahl 1288 zu lesen ist.
Bereits 1769 veräußerte Karl Gotthelf von Hund Ober- und Niederkittlitz an Isabella Gräfin von Salmour Ihr Sohn verkaufte 1819 Kittlitz und Unwürde an Heinrich Adolph von Gablenz, die Familie besaß Kittlitz bis 1848. Danach folgten in kurzem Wechsel verschiedene Besitzer.
Im Zuge der Befreiungskriege war Kittlitz Anfang des 19. Jahrhunderts militärischer Lagerplatz.
Am 1. April 1894 begann der Bau der Nebenbahn Löbau–Weißenberg. Sie wurde am 1. August des Folgejahres eingeweiht und brachte Kittlitz einen Bahnanschluss. Der Personen- und Güterverkehr wurde am 27. Mai 1972 eingestellt und die Strecke später abgebaut.
Seit 1909 gehörte das Rittergut Kittlitz der freiherrlichen Familie von Salza und Lichtenau. 1925 umfasste das Rittergut eine Fläche von 300 ha, die verpachtet war. Auf den kgl. sächs. Rittmeister und Ehrenritter des Johanniterordens Hugo Freiherr von Salza und Lichtenau (1862–1909), jüngster Sohn des Hermann Freiherr von Salza und Lichtenau und der Mary Tunder, folgte als letzter Besitzer sein Sohn Nickel von Salza und Lichtenau (1903–1977).
Gegen Ende des Zweiten Weltkriegs verließen die Bewohner vom 18. bis zum 28. April sowie vom 6. bis zum 12. Mai 1945 das Dorf. Nach dem Krieg wurde die Familie von Salza und Lichtenau enteignet und musste Kittlitz 1946 binne weniger Stunden verlassen. In das Schloss zog die Gemeindeverwaltung ein. Zudem wurden hier auch eine Kinderkrippe, ein Kindergarten, der Schulhort und die Schulküche untergebracht. Weiterhin gab es Platz für einen Zahnarzt und eine Gemeindeschwester und mehrere Wohnungen.

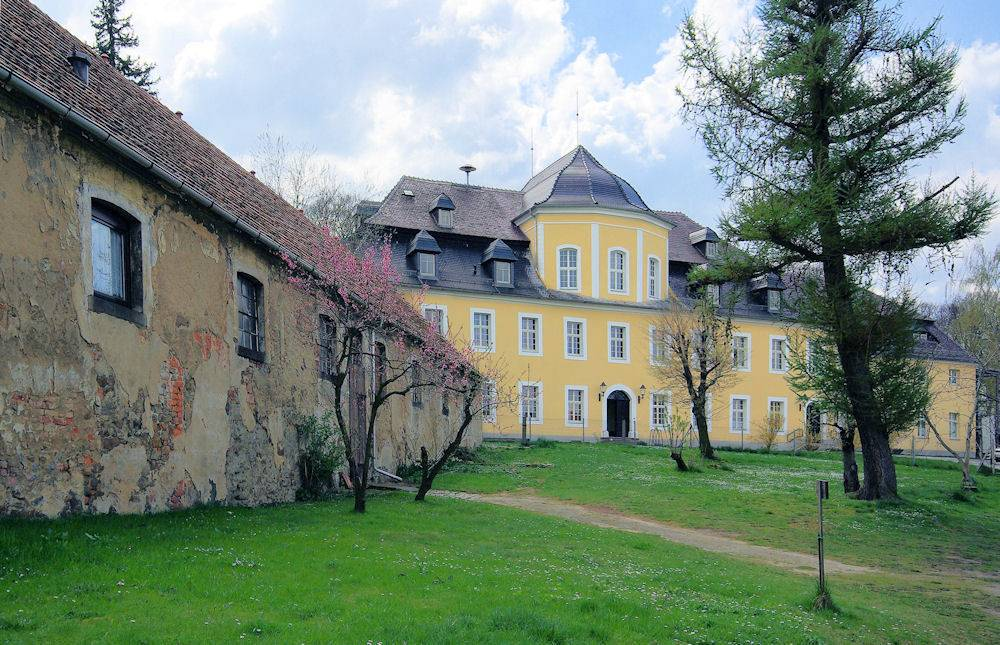
Schloss Kittlitz

### Ortsteil Neukittlitz

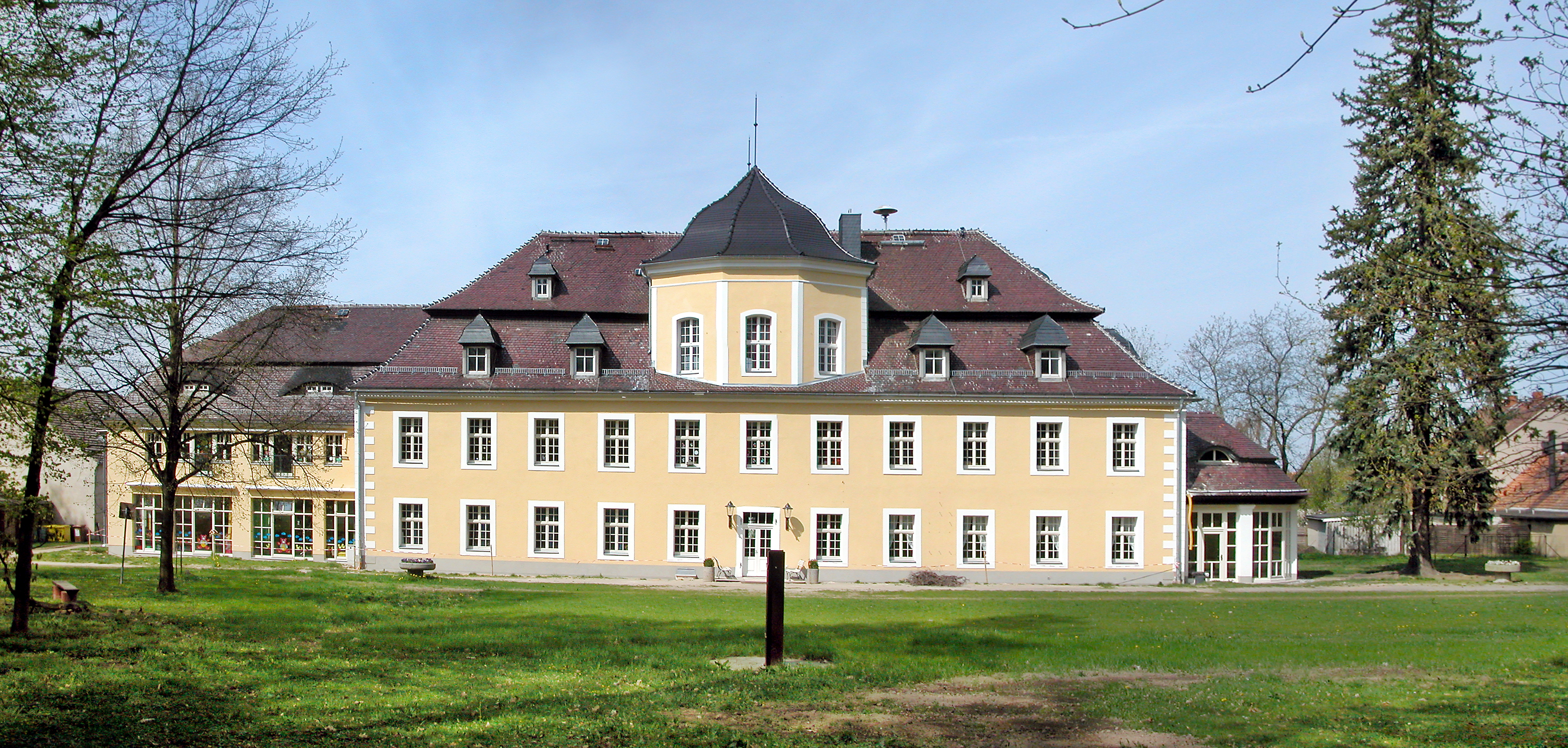
Schloss Kittlitz, Parkseite

Ursprung der kleinen Siedlung nördlich des Kittlitzer Dorfkerns ist eine zum Rittergut Kittlitz gehörende Ziegelei mit Brennofen und Lehmgrube, welche Karl Gotthelf Freiherr von Hund und Altengrotkau im 18. Jahrhundert im Zusammenhang mit dem Neubau der Kittlitzer Kirche und der Erweiterung zweier Rittergüter angelegen ließ. Wenig später entstand hier eine kleine Tagelöhnersiedlung mit zwölf Anwesen.
1912 wurde in Neukittlitz ein Vorwerk des Kittlitzer Rittergutes eingerichtet, dessen Gebäude noch erhalten sind. Genutzt wurde dieses Vorwerk hauptsächlich für die Kälberzucht. Eine Kartusche am Stallgebäude mit einem Monogramm erinnert an die ehemaligen Besitzer, die Familie von Salza und Lichtenau.
Mit Einführung der Straßennamen in Kittlitz erhielt die Siedlung die amtliche Bezeichnung Neukittlitz. 2003 wurde sie zusammen mit dem Ort nach Löbau eingemeindet und ist heute einer der 32 offiziellen Stadtteile der Großen Kreisstadt Löbau. 2023 hatte es 23 Einwohner. Unweit von Neukittlitz, am Glossener Flösschen in Richtung Krappe liegt das Flurstück Ewige Brache. Hier wurden im Mittelalter außerhalb besiedelter Gebiete die Pesttoten bestattet.

### Eingemeindungen
Zum 1. April 1938 wurden die Nachbargemeinden Laucha und Unwürde eingemeindet. Ihnen folgten am 1. April 1974 die Gemeinden Carlsbrunn, Krappe, Oppeln und Wohla. Im Zuge der sächsischen Gemeindegebietsreform wurden am 1. März 1994 die Gemeinden Georgewitz-Bellwitz, Kleinradmeritz und Lautitz nach Kittlitz eingegliedert, so dass die Gemeinde auf 34 Quadratkilometer und etwa 2800 Einwohner vergrößert wurde. Die 15 Ortsteile der Großgemeinde waren Alt-Cunnewitz, Bellwitz, Carlsbrunn, Georgewitz, Glossen, Kittlitz, Kleinradmeritz, Krappe, Laucha, Lautitz, Mauschwitz, Neu-Cunnewitz, Neukittlitz, Oppeln und Wohla. Unwürde war inzwischen mit Kittlitz so sehr zusammengewachsen, dass eine gesonderte Ausweisung als Ortsteil nicht mehr erfolgte.
Am 1. Januar 2003 wurde Kittlitz nach Löbau eingemeindet.

### Bevölkerungsentwicklung
| Jahr | Einwohner |
| ---- | --------- |
| 1834 | 477       |
| 1871 | 624       |
| 1890 | 671       |
| 1910 | 812       |
| 1925 | 769       |
| 1939 | 1.170     |
| 1946 | 1.508     |
| 1950 | 1.570     |
| 1964 | 1.313     |
| 1990 | 1.739     |
| 1993 | 1.681     |
| 1998 | 2.839     |
| 2002 | 2.721     |

Im Jahr 1777 wirtschafteten in Kittlitz 32 Gärtner und 30 Häusler.
Die erste Bevölkerungserhebung in Sachsen, in der nicht die Besitzverhältnisse, sondern jeder einzelne Einwohner gleichwertig gezählt wurde, erfolgte im Jahr 1834. Die Bevölkerung vergrößerte sich innerhalb eines halben Jahrhunderts von 477 Einwohnern auf 671 im Jahr 1890.
Arnošt Muka ermittelte Anfang der 1880er, dass die Bevölkerung damals noch zu etwa einem Drittel aus Sorben und zwei Dritteln aus Deutschen bestand. Von den 674 ermittelten Einwohnern waren 229 Sorben. Diese sprachen den Löbauer Dialekt des Obersorbischen. Ernst Tschernik zählte 1956 in der Gemeinde Kittlitz einen sorbischsprachigen Bevölkerungsanteil von nur noch 3,1 % bzw. insgesamt 47 Sprecher. Bis 1776 fanden die Gottesdienste gemischt, halb deutsch, halb sorbisch, statt, danach sorbische Gottesdienste nur noch alle drei Wochen. Der letzte sorbischsprachige Pfarrer, Walter Mrosack, verließ Kittlitz 1926. Danach fanden sorbische Gottesdienste nur noch alle sechs Wochen statt, nach Kriegsende nur noch wenige Male im Jahr und ab 1956 gar nicht mehr. Auf dem Friedhof befinden sich bis heute die zweisprachigen Grabmale der Pfarrer Johann Karl Rentsch und Michael Domaschke sowie des sorbischen Komponisten Korla Awgust Kocor, der über Jahrzehnte Kantor in Kittlitz war.
Bis 1910 ergab sich ein weiteres Bevölkerungswachstum auf 812 Einwohner, fiel danach bis 1925 auf 769 ab. Durch die Eingemeindung von Laucha und Unwürde stieg die Einwohnerzahl bis zum Jahr 1939 auf nahezu 1200. Nach dem Kriegsende fanden viele Flüchtlinge in Kittlitz Unterschlupf, so dass die Bevölkerung auf über 1500 Einwohner anwuchs.
Der spätere Bevölkerungsrückgang konnte 1974 durch Eingemeindungen kompensiert werden, so dass die Gemeinde 1990 über 1700 Einwohner zählte. Bis 1993 war zwar ein Rückgang auf 1681 Einwohner festzustellen, durch die anschließende Gemeindereform wuchs die Gemeinde jedoch auf über 2700 Einwohner an. Bis zur Eingemeindung nach Löbau im Jahr 2003 bewegten sich die Einwohnerzahlen zwischen 2700 und 2900 Einwohnern.
1925 waren mit 749 Personen 97 % der Bevölkerung Angehörige der evangelisch-lutherischen Landeskirche.

### Ortsname
Namensformen von Kittlitz sind unter anderem die Personennamen Chideliz (1160), Kiteliz (1185), Kithelicz (1290) und Kethelicz (1319) sowie die daraus entstandenen Ortsnamen Kitlicz (1390) und Kytlitz (1491). Die Form Kittlitz ist für das Jahr 1529 belegt. Die sorbische Namensform Ketlicy ist für das Jahr 1843 belegt. Sie entwickelte sich aus Ketlize und Kettlizy (18. Jahrhundert).
Als Ursprung für den deutschen wie für den sorbischen Ortsnamen gehen Jan Meschgang (1973) sowie Hans Walther und Ernst Eichler (1975) von einem Personennamen aus. Meschgang schließt einen Ursprung vom sorbischen koteł „Kessel“ aufgrund der Schreibweise mit -e- und -i- explizit aus.

## Nahverkehr
Kittlitz wird durch mehrere Buslinien der Kraftverkehrsgesellschaft Dreiländereck (KVG) angefahren. So bestehen beispielsweise Verbindungen nach Weißenberg und Löbau. Einige Fahrten werden als Rufbusfahrt angeboten.

## Evangelisches Kirchspiel
Pfarrer
- Nikol Postor war der erste evangelische Pfarrer in Kittlitz; er wurde vom Patronatsherrn, Rudolf von Gersdorff, zum 10. März 1535 eingesetzt.[3]
- Christian Friedrich Brahz (* 16. September 1723 in Voigtshagen,  Landkreis Greifenberg i. Pom.; † 1796 in Kittlitz), Pädagoge und evangelischer Pfarrer,  übernahm am  27. Oktober 1753 das Pfarramt in Kittlitz, das er bis zu seinem Tod innehatte.[21]

## Persönlichkeiten
Gebürtige Kittlitzer Persönlichkeiten sind unter anderem:
- Anna II. von Kittlitz (1488–1558), Äbtissin von Gernrode
- Christian Gottlieb Buder (1693–1763), Jurist und Bibliothekar
- Martin Rentsch (1853–1911), sorbischer Pfarrer und Wissenschaftler mit besonderem Bezug zur Orts- und Kirchengeschichte seiner Heimat
- Johannes Georg Rentsch (1856–1916), sorbischer Oberpfarrer und Mitglied der Oberlausitzischen Gesellschaft der Wissenschaften
- Hans Woldemar Richter (1862–unbekannt), Jurist und sächsischer Staatsbeamter
- Max Wünsche (1914–1995), SS-Standartenführer
- Frieder Jelen (* 1943), Minister für Umwelt in Mecklenburg-Vorpommern und Landrat des Kreises Demmin

In Kittlitz trat der sorbische Musiker und Komponist Korla Awgust Kocor (1822–1904) im Jahr 1852 die Stelle eines Lehrers und Organisten an. Nach seiner Pensionierung blieb er in Kittlitz, wo die meisten seiner bekannten Kompositionen entstanden. Der Gärtner und Sachbuchautor Max Jubisch hatte 1881 in Kittlitz die Gärtnerei übernommen und war dort bis an sein Lebensende tätig.